# Titanit
Titanít ali sfen (iz grškega σφηνώ [sfeno] - klin) je 
kalcijev titanov neosilikatni mineral s kemijsko formulo  CaTi[O|SiO4. Titanit običajno onečiščen z železom in aluminijem, vsebuje pa tudi redke zemeljske kovine, na primer cerij in itrij. Kalcij je lahko delno zamenjan s torijem.
Ime sfen je Komisija za nove minerale in imena mineralov pri Mednarodni mineraloški zvezi leta 1982 izločila iz uradne uporabe in odobrila ime titanit, vendar se še vedno uporablja kot neformalno ime za dragulje titanita.

## Fizikalne lastnosti
Titanit kristalizira v monoklinskem kristalnem sistemu. Kristali so običajno rdečkasto rjavo, sivo, rumeno, zeleno ali rdeče obarvani klini (sfenoidi), pogosto dvojčki. Kristali imajo poddiamanten do rahlo smolnat sijaj, trdoto 5,5 in se slabo koljejo. Njihova gostota niha od 3,52 do 3,54 g/cm3. Lomni količnik titanita je 1,885-1,990 do 1,915-2,050 z močno dvolomnostjo (0,105 do 0,135). Prozorni primerki so poznani po trobarvnosti (pleohroizem). Barve so odvisne od osnovne barve kristala. V ultravijolični svetlobi zaradi dušilnega vpliva železa ne fluorescirajo. Nekateri titaniti zaradi strukturnih poškodb, ki jih povzroči radioaktivni razpad primesi torija, metamiktirajo. 

## Nahajališča
Titanit je pogost spremljajoč mineral v intermediatnih in felzičnih magmatskih kamninah in pegmatitih. Pojavlja se tudi v metamorfnih kamninah, na primer v gnajsu in skrilavcih ter skarnih.
Najpomembnejša nahajališča titanita so v Pakistanu, Italiji, Ruski federaciji (Karelija, Ural, Ilmen), Kitajski, Braziliji, Švici (Tujetsch, St. Gothard), Madagaskarju, Avstriji (Tirolska), Kanadi (Ontario) in ZDA (New York in Kalifornija).

## Uporaba
Titanit je surovina za titanov dioksid (TiO2), ki je pomemben bel pigment.
Zelo čist titanit je zaradi velike disperzivnosti (0,051, interval B do G), ki presega disperzivnosti diamanta, cenjen tudi v draguljarstvu. Njegova pomanjkljivost je krhkost in majhna trdota, zato za izdelavo ročnega nakita ni najbolj primeren. Mnogo bolj primeren je za izdelavo lestencev in brošk.